# Teresa Lagergård
Teresa Agnieszka Lagergård, född Lenartowicz 1946 i Sosnowiec, Polen, är en svensk forskare i mikrobiologi och professor emerita vid avdelningen för biomedicin, mikrobiologi och immunologi vid Sahlgrenska Akademin, Göteborgs universitet.

## Biografi
Lagergård studerade vid universitetet i Warszawa och disputerade 1982 vid Göteborgs universitet på en avhandling i mikrobiologi med titeln Antibodies to Haemophilus influenzae and their bactericidal activity. Hon gjorde sina postdocstudier 1988–1989 vid National Institutes of Health (NIH), Child Health (NICHD) i Bethesda, USA. Hon blev 1999 professor i vaccinforskning, en tjänst hon innehade till pensioneringen 2013. 
Huvuddelen av hennes forskning har varit fokuserad på karakterisering av bakteriella virulensfaktorer (som toxiner och polysackarider), mekanismerna bakom bakteriella infektioner, infektionsimmunologi och slutligen utveckling och utprövning av vacciner mot olika bakteriella infektioner med fokus på Haemophilus influenzae, Haemophilus ducreyi, streptokocker, och Bordetella pertussis.
Hon är författare till mer än hundra vetenskapliga publikationer och medförfattare till läroböcker inom områdena infektionslära, mikrobiologi och vaccinforskning.
Hon är också författare till två böcker om hennes polska familj: Vykort från farfar Jozef (2015) och I spåren av min farmors far Zygmunt Laskowski (2018).
Lagergård är medlem av Kungliga Vetenskaps- och Vitterhetssamhället i Göteborg (KVVS).